# Leptotarsus anoplostylus
Leptotarsus anoplostylus är en tvåvingeart som först beskrevs av Alexander 1964.  Leptotarsus anoplostylus ingår i släktet Leptotarsus och familjen storharkrankar. Inga underarter finns listade i Catalogue of Life.